# Renault R.S.18
La Renault R.S.18 è una vettura da Formula 1 realizzata dalla Renault F1 Team per prendere parte al Campionato mondiale di Formula 1 2018.

## Livrea
La livrea rimane molto simile a quella dell'anno precedente, il nero diventa lucido e il giallo più chiaro. Le fiancate a differenza della Renault R.S.17 non sono gialle ma nere. Un'altra differenza è il numero dei piloti che è colorato di giallo con rifiniture nere. Agli sponsor si aggiungono quelli personali di Carlos Sainz Jr. che sono: Estrella Galicia e Tmall.

## Caratteristiche
La nuova vettura della Losanga appare in generale molto simile alla Renault R.S.17, con molte delle soluzioni aerodinamiche che sono state riprese dalla monoposto precedente. La zona anteriore non presenta grandi cambiamenti, eccetto per l'introduzione dell'S-Duct, utile a espellere l'aria turbolenta sotto forma di flusso laminare. Anche lo schema sospensivo è rimasto quello classico adottato dalla maggior parte delle vetture, ossia quello push rod. Nella parte centrale, invece, a differenza di altri team, che si sono ispirati a Mercedes e Ferrari, la Renault continua ad adottare delle aperture abbastanza ampie, al contrario dei fianchi che si restringono maggiormente al retrotreno. Vi sono due slot che costituiscono la presa d'aria che è di forma rettangolare e abbastanza ampia. I deviatori di flusso e i bargeboard rappresentano una evoluzione dei concetti realizzati lo scorso anno. L'Halo, almeno al momento della presentazione, non presenta particolari appendici aerodinamiche. Infine, nella zona posteriore lo schema sospensivo è anche qui quello classico, cioè pull rod, mentre per il resto vi sono soluzioni analoghe a quelle adottate sulla R.S.17.

## Carriera agonistica

### Test
La monoposto viene presentata il 20 febbraio dal sito web della scuderia francese.

### Stagione
L'esordio a Melbourne è positivo per la R.S.18 con le due vetture qualificate in Q3 e un settimo e decimo posto finale fatti segnare rispettivamente da Hülkenberg e Sainz in gara, nonostante un attacco di nausea a causa di un guasto del sistema di abbeveraggio sopraggiunto a quest'ultimo nelle fasi finale della gara. Le buone impressioni della prima gara vengono riconfermate in Bahrein dove il pilota tedesco ottiene un sesto posto mentre Sainz non riesce a concludere per poco a punti finendo undicesimo. Al Gran Premio di Cina entrambe le vetture della Losanga riescono a segnare punti con un sesto posto targato dalla monoposto numero 27 e una posizione dell'altra macchina. Anche a Baku la Renault si dimostra competitiva a partire dalle qualifiche piazzando per la quarta volta consecutiva in quattro gare entrambi i piloti nella Q3. Nei primi giri della gara le due monoposto francesi dimostrano una buona velocità sul lungo rettilineo rendendosi protagoniste di diversi sorpassi ai danni delle due Red Bull che le portano Sainz in quarta posizione e Hulk in quinta. Alla decima tornata tuttavia la gara del pilota tedesco termina quando tocca un muretto con la gomma posteriore destra, distruggendo la sospensione. Dopo una gara "pazza" e anche grazie al ritiro delle due Red Bull, Sainz conclude la gara quinto.   
Nella qualifica del Gran Premio di Spagna Hülkenberg è vittima di un problema di alimentazione, che si appalesa nel suo primo tentativo. Il pilota tedesco rientra in pista negli ultimi istanti della sessione, cogliendo il sedicesimo tempo che lo estromette dalle qualifiche. Sainz invece conclude le sue qualifiche al nono posto. In partenza Romain Grosjean esce di pista, tenta di riprendere la vettura ma si ritrova al centro del tracciato, dopo aver alzato una grande nuvola di fumo colpendo così diversi piloti tra cui il pilota tedesco della Renault costretto al ritiro. Il pilota spagnolo della Losanga finisce invece il Gran premio casalingo al settimo posto. Grazie a questo risultato la Renault scavalca nel Mondiale Costruttori la McLaren. A Monaco, in Canada e in Francia le due Renault riescono ad andare sempre a punti.   

## Piloti
| Piloti ufficiali       | Piloti ufficiali | Piloti ufficiali |
| Nazione                | Nome             | Numero           |
| ---------------------- | ---------------- | ---------------- |
| Germania (bandiera)    | Nico Hülkenberg  | 27               |
| Spagna (bandiera)      | Carlos Sainz Jr. | 55               |
| Piloti di riserva      |                  |                  |
| Nazione                | Nome             | Nome             |
| Russia (bandiera)      | Artëm Markelov   | Artëm Markelov   |
| Regno Unito (bandiera) | Jack Aitken      | 15               |

## Risultati in Formula 1
| Anno | Team    | Motore  | Gomme | Piloti     |    |    |   |     |     |    |   |   |     |     |    |    |     |    |    |    |     |   |     |     |     | Punti | Pos. |
| ---- | ------- | ------- | ----- | ---------- | -- | -- | - | --- | --- | -- | - | - | --- | --- | -- | -- | --- | -- | -- | -- | --- | - | --- | --- | --- | ----- | ---- |
| 2018 | Renault | Renault | P     | Hülkenberg | 7  | 6  | 6 | Rit | Rit | 8  | 7 | 9 | Rit | 6   | 5  | 12 | Rit | 13 | 10 | 12 | Rit | 6 | 6   | Rit | Rit | 122   | 4º   |
| 2018 | Renault | Renault | P     | Sainz Jr.  | 10 | 11 | 9 | 5   | 7   | 10 | 8 | 8 | 12  | Rit | 12 | 9  | 11  | 8  | 8  | 17 | 10  | 7 | Rit | 12  | 6   | 122   | 4º   |